# Unione dei comuni Marghine
L'Unione di comuni del Marghine (in sardo: Unione de sas comunas de su Màrghine) è stata costituita nel 2007, in seguito all'abolizione delle comunità montane della Sardegna, e nello specifico della Comunità montana del Marghine-Planargia. Riunisce attualmente 10 comuni della provincia di Nuoro: Birori, Bolotana, Borore, Bortigali, Dualchi, Lei, Macomer, Noragugume, Silanus, Sindia. Il decimo comune della regione storica del Marghine, Dualchi, ha chiesto l'adesione all'Unione di comuni nel corso del 2011.
Scopo dell'Unione di comuni del Marghine è quello di promuovere, favorire e coordinare le iniziative rivolte allo sviluppo economico, sociale e culturale, nonché alla valorizzazione del territorio del Marghine e all'esercizio associato delle funzioni comunali.
Nel 2008 l'Unione di comuni del Marghine ha avviato il processo di costituzione del partenariato che ha dato vita, nel 2009, al gruppo di azione locale  GAL Marghine.
I servizi gestiti attualmente in forma associata sono cinque:
- servizio informatico
- servizio polizia locale
- servizio biblioteche
- servizio formazione personale dipendente degli enti locali
- servizio nucleo di valutazione del personale dipendente